# Білоусько Олександр Андрійович
Олекса́ндр Андрі́йович Білоу́сько (нар. 1 березня 1951, смт Нова Галещина Козельщинського району Полтавської області) — український педагог, краєзнавець. Член Національної спілки краєзнавців України, Заслужений учитель України (1998). Лауреат Полтавської обласної премії імені І. П. Котляревського в номінації «Освіта» (2008) та Премії імені Дмитра Яворницького Національної спілки краєзнавців України (2012).

## Біографія
Олександр Андрійович Білоусько народився 1 березня 1951 року в селищі міського типу Нова Галещина Козельщинського району Полтавської області в сім'ї спеціалістів сільського господарства. 1968 року закінчив зі срібною медаллю Солоницьку середню школу. 1972 року закінчив із відзнакою Полтавський педагогічний інститут (нині Полтавський національний педагогічний університет імені Володимира Короленка), де здобув фах «Учитель історії та суспільствознавства».
У 1972–1973 роках працював у Новомаячківській восьмирічній школі Цюрупинського району Херсонської області. У 1973–1974 роках служив у війську в Угорщині. Далі працював учителем історії і суспільствознавства Бреусівської середньої школи Козельщинського району (1974) і Головачанської середньої школи Полтавського району (1975).
У 1975–2002 роках Білоусько був учителем історії, суспільствознавства та правознавства в Полтаві в середній школі № 7 імені Тараса Шевченка. Водночас у 1996–2002 роках працював у приватній школі «Чарівний світ».
3 листопада 1998 року Білоуську надано звання «Заслужений учитель України» — за вагомий особистий внесок у розвиток національної освіти, піднесення рівня навчання і виховання молоді.
У 2002–2003 роках працював завідувачем науково-методичного відділу Полтавського обласного комунального підприємства інформаційних технологій «Освітаінфоком», у 2003–2007 роках — головним редактором видавництва «Оріяна» (Полтава). Від 2007 року Білоусько працює керівником Центру дослідження історії Полтавщини Полтавської обласної державної адміністрації.